# Bostrychus africanus
Bostrychus africanus är en fiskart som först beskrevs av Steindachner, 1879.  Bostrychus africanus ingår i släktet Bostrychus och familjen Eleotridae. IUCN kategoriserar arten globalt som livskraftig. Inga underarter finns listade.